# Ernő Gerő
Ernő Gerő (nascido Ernő Singer; Terbegec, 8 de julho de 1898 – Budapeste, 12 de março de 1980) foi um líder comunista húngaro no período após a Segunda Guerra Mundial e, brevemente em 1956, o homem mais poderoso da Hungria como líder de seu partido comunista no poder.

## Biografia
Gerő nasceu em Terbegec, Condado de Hont, no Reino da Hungria (hoje Trebušovce, Eslováquia), filho de pais judeus, embora mais tarde tenha repudiado a religião. Membro do Partido Comunista Húngaro desde sua fundação (novembro de 1918), abandonou os estudos quando a República Soviética Húngara foi proclamada e tornou-se membro permanente dos Jovens Comunistas. Quando a revolução foi esmagada, Singer emigrou para Viena. Retornou ilegalmente à Hungria em setembro de 1921 e foi preso após doze meses. Condenado a 14 anos de prisão, foi libertado com um grupo de comunistas após dois anos, após um acordo de troca de prisioneiros entre Moscou e Budapeste. 
Já falando sete línguas, foi contratado pelo aparato da Internacional Comunista em 1925, que imediatamente o enviou para uma fábrica por seis meses para aprender russo. Durante suas duas décadas vivendo na URSS, Gerő foi um agente ativo do NKVD. Por meio dessa associação, Gerő esteve envolvido na Internacional Comunista — a organização internacional dos comunistas — na França, e também lutou na Guerra Civil Espanhola, durante a qual realizou expurgos contra grupos trotskistas nas Brigadas Internacionais. 
A eclosão da Segunda Guerra Mundial na Europa o encontrou novamente em Moscou, e ele permaneceu lá durante toda a guerra. Após a dissolução da Internacional Comunista em 1943, ele ficou responsável pela propaganda dirigida às forças inimigas e aos prisioneiros de guerra. Gerő foi um dos primeiros funcionários comunistas a retornar à Hungria no início de novembro de 1944.  Ele foi membro do Alto Conselho Nacional da Hungria (governo provisório) entre 26 de janeiro e 11 de maio de 1945. 
Nas eleições de novembro de 1945, o Partido Comunista Húngaro, liderado por Gerő e Mátyás Rákosi, obteve 17% dos votos, contra 57% do Partido dos Pequenos Agricultores, mas o comandante soviético na Hungria, Marechal Kliment Voroshilov, instalou um governo de coalizão com comunistas em cargos-chave. Os comunistas realizaram uma eleição e assumiram o controle total em 1949, com Rákosi como líder do partido. Gerő e Mihály Farkas eram os braços direitos de Rákosi. 
Rákosi assumiu o cargo de primeiro-ministro também em 1952. No entanto, sua autoridade foi abalada um ano depois pela morte de Stalin, quando Imre Nagy assumiu o cargo de primeiro-ministro. Gerő foi mantido como um contrapeso aos reformistas. Rákosi, tendo conseguido retomar o controle, foi então minado pelo discurso secreto de Nikita Khrushchov no início de 1956, denunciando o stalinismo, e forçado a deixar o cargo em 18 de julho de 1956 por Anastas Mikoyan. Ele manteve influência suficiente para que o MDP designasse Gerő para sucedê-lo como líder do partido. 

## Interregno de Gerő

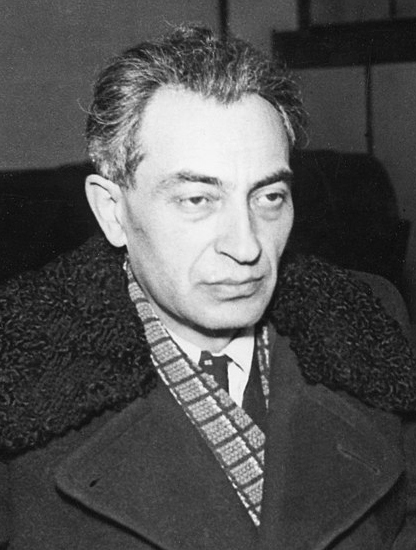
Gerő em 1955

Gerő liderou o país por um breve período, conhecido como "Interregno de Gerő", de 18 de julho de 1956 a 24 de outubro de 1956, pouco mais de três meses. Ele era um colaborador próximo de Rákosi desde 1948 e esteve envolvido nas expulsões do partido, na industrialização e na coletivização da Hungria. 

## Vida posterior e morte
Em 23 de outubro de 1956, estudantes marcharam por Budapeste com a intenção de apresentar uma petição ao governo. A procissão aumentou à medida que várias pessoas saíam às ruas. Gerő respondeu com um discurso áspero que irritou a população, e a polícia abriu fogo. Isso marcou o início da Revolução Húngara de 1956. 
À medida que a revolução se espalhava pelo país, o comitê central se reuniu em 25 de outubro e concordou que János Kádár deveria ser nomeado líder do partido e Imre Nagy, primeiro-ministro, marcando o fim do interregno de Gerő. Gerő foi para a União Soviética, mas, após a repressão da revolução, o governo comunista de Kádár inicialmente se recusou a deixá-lo retornar à Hungria. Ele finalmente foi autorizado a retornar do exílio em 1960, mas foi imediatamente expulso do Partido Comunista. Trabalhou como tradutor ocasional em Budapeste durante sua aposentadoria. Ele morreu em Budapeste em 1980, aos 81 anos. 
Seu personagem desempenha um papel central no romance de Vilmos Kondor, Budapeste Noir, de 2012